# Direction générale de la Météorologie (Madagascar)
Pour les articles homonymes, voir Direction générale de la Météorologie.
La direction générale de la Météorologie (Météo Madagascar) est le service météorologique national de Madagascar sous tutelle du Ministère des transports et de la météorologie. Elle collige et distribue les données météorologique, climatologiques et hydrologiques, produit des prévisions dans ces domaines aux populations, utilisateurs spécialisés et service gouvernementaux afin de contribuer au développement et à la sécurité du pays.

## Histoire
À Madagascar, le début des observations météorologiques vers 1884 est le fait des missionnaires catholiques établis à Andohalo pour améliorer les pratiques agricoles. L'établissement d'une station secondaire a permis d'améliorer la couverture et le 16 février 1901, le général Joseph Gallieni, gouverneur français de l'île, a fondé le « Service de la Météorologie Agricole et Service de Prévision du Temps ».
En 1927, le service devient la « Direction des Services Météorologiques de Madagascar et Dépendance » et agrandit ses services et sa couverture. Il change plusieurs fois de nom et Madagascar a adhéré, après l'indépendance, à l’Organisation météorologique mondiale (OMM) le 15 décembre 1960 pour remplir sa mission.
En 1989, il devient le Service Météorologique et Hydrologique National (SMHN), ajoutant l'hydorologie à son mandat. Il change ensuite de statut et devient « Direction générale de la météorologie » (Météo Madagascar).

## Organisation
Le service comprend :
- Météo Madagascar qui fournit les services météorologiques et hydrologiques directs ;
- la Direction des Recherches et Développements Hydrométéorologiques qui voit au développement des outils et programmes ;
- la Direction des Exploitations Météorologiques qui voit au développement et à l'installation de l'instrumentation.